# جم يلماز
جم يلماز (بالتركية: Cem Yılmaz)‏ هو ممثل وكوميدي وموسيقي وصانع أفلام وكاتب سيناريو ومؤدي صوت تركي ولد في يوم 23 نيسان 1973 في مدينة إسطنبول في تركيا، أبرز الأفلام التي مثل بها هو فيلم G.O.R.A. في سنة 2004 وفيلم A.R.O.G في سنة 2008 وفيلم Yahşi Batı في سنة 2010 وفيلم ركوب السجادة السحرية في سنة 2005 وفيلم The Magician في سنة 2006.

## روابط خارجية
- جم يلماز على موقع IMDb (الإنجليزية)
- جم يلماز على موقع روتن توميتوز (الإنجليزية)
- جم يلماز على موقع قاعدة بيانات الأفلام العربية
- جم يلماز على موقع ألو سيني (الفرنسية)
- جم يلماز على موقع ميوزك برينز (الإنجليزية)
- جم يلماز على موقع أول موفي (الإنجليزية)
- جم يلماز على موقع قاعدة بيانات الأفلام السويدية (السويدية)
- جم يلماز على موقع ديسكوغز (الإنجليزية)
- جم يلماز على موقع قاعدة بيانات الفيلم (الإنجليزية)
- جم يلماز على موقع كينوبويسك (الروسية)